# Xã Pittston, Quận Luzerne, Pennsylvania
Xã Pittston (tiếng Anh: Pittston Township) là một xã thuộc quận Luzerne, tiểu bang Pennsylvania, Hoa Kỳ. Năm 2010, dân số của xã này là 3.368 người.